# Giancarlo Gentilini
Giancarlo Gentilini (Vittorio Veneto, 3 agosto 1929 – Treviso, 24 aprile 2025) è stato un politico italiano, sindaco di Treviso dal 1994 al 2003.

## Biografia
Nato nel borgo di Serravalle, nella città di Vittorio Veneto, da una famiglia locale impegnata nel commercio delle granaglie, in giovane età divenne dipendente della banca locale Cassamarca. Laureatosi in giurisprudenza, concluse la carriera come responsabile dell'ufficio legale dello stesso istituto. Svolse il servizio militare negli Alpini, cui è rimasto particolarmente affezionato.
Nel 1962 ha sposato Teresina Pini di San Vendemiano, dalla quale ha avuto i figli Stefano e Antonio. Rimasto vedovo nell'ottobre 2017, il 26 maggio 2018, all'età di 89 anni, nel municipio di Viano, si è unito in matrimonio con Maria Assunta Pace. Muore il 24 aprile 2025 presso l’ospedale Ca’ Foncello di Treviso, dopo un breve ricovero.

### Ideologia politica
Già elettore della Democrazia Cristiana, Gentilini ha poi aderito alla Lega Nord di Umberto Bossi, condividendo le posizioni del partito in materia di federalismo. Si è tuttavia dichiarato «federalista convinto, ma federalista italiano», dissociandosi nettamente dalla svolta secessionista del 1996, anche in virtù della propria esperienza negli alpini. Egli ha in seguito dichiarato che, se questa posizione "antisecessionista" lo avesse portato in contrasto con la linea politica impressa da Bossi, si sarebbe dichiarato fuori dal partito, rifiutandosi di portare «il cervello all'ammasso come facevano i comunisti nel '48». Nella stessa intervista ha dichiarato: «Sia chiaro. Sempre odiato i comunisti io. Li chiamo ancora bolscevichi. Anche in consiglio comunale. Gli ho detto: se siete seri "cavate" la falce e martello».
Gentilini ha detto di considerare la secessione come extrema ratio «solo se proprio lasciano l'Italia in mano alla barbarie meridionale. Allora vedremo. Sennò no». Egli sostiene l'idea della devoluzione, chiedendo più potere ai sindaci in materia di ordine pubblico. Si è più volte dichiarato fautore della cosiddetta "tolleranza zero" e, in particolare, è un forte oppositore dell'immigrazione clandestina, dello spaccio di droga e della tratta organizzata della prostituzione.

### Esperienza da sindaco

#### Il primo mandato (1994-1998)
Gentilini è stato eletto per la prima volta sindaco di Treviso il 5 dicembre 1994, sconfiggendo al ballottaggio il candidato del centrosinistra Aldo Tognana. In questo ruolo, almeno dal 1996, si fa conoscere con l'appellativo de «il sceriffo» per il suo modo di amministrare all'insegna di un duro profilo incentrato su "legge e ordine" («Io faccio il sceriffo proprio come al cinema»). Sin dall'ottobre 1997 è in evidenza nelle cronache nazionali per la sua lotta alla presenza degli immigrati clandestini. In quel periodo, ad esempio, il sindaco aveva ordinato la rimozione delle panchine dei giardini davanti alla stazione con l'obiettivo di eliminare di conseguenza la presenza extracomunitaria.
L'iniziativa aveva suscitato le proteste delle opposizioni e della Curia di Treviso, che denunciava il «degrado morale del sindaco». Qualche settimana dopo tremila persone mobilitate dall'opposizione di sinistra scesero in piazza contro il provvedimento. Seguirono poi numerose altre decisioni inconsuete, come quella di disegnare sull'asfalto delle strade degli enormi teschi per segnalare gli incroci più pericolosi.

#### Il secondo mandato (1998-2003)
Il 14 dicembre 1998 è stato rieletto superando al ballottaggio Domenico Luciani, candidato del centrosinistra. Nel 1999 ai musulmani, che richiedevano un luogo di sepoltura destinato esclusivamente ai seguaci della loro religione, dato che i defunti di religione islamica non potevano essere sepolti in promiscuità con defunti di altre religioni, Gentilini rispose che la domanda sarebbe stata ripresa in vista di un prossimo ampliamento del cimitero comunale. Nel 2001 il sindaco stabilì multe elevate per chi avesse gettato a terra la gomma da masticare che deturpa il selciato, in particolare nel centro storico, e causa ingenti spese di ripulitura.
A seguito di una disastrosa stagione che era culminata con la retrocessione del Treviso Calcio in serie C1 e costellata di cori razzisti da parte di una frangia di ultras all'indirizzo del giocatore di colore Akeem Omolade, i compagni di squadra, spesso accusati di indifferenza nei confronti del proprio compagno, scelsero di giocare l'ultima partita di stagione con i volti "colorati" di nero in segno di solidarietà. Gentilini, che già in precedenza aveva preso le distanze dai cori razzisti degli ultras, interpellato al termine della partita disapprovò l'iniziativa antirazzista dei giocatori:
Tale intervento ha suscitato poche approvazioni ma numerose polemiche per le opinioni espresse da Gentilini.
Durante la campagna elettorale per le elezioni politiche del 2001, in occasione del tour elettorale di Francesco Rutelli, candidato premier del centrosinistra, a Treviso, il sindaco affermò durante un comizio: «Quelli della sinistra sono nel braccio della morte. Aspettano solo il colpo sulla coppa come si fa coi conigli», simulando il gesto con il quale vengono uccisi i conigli. Il Ministero dell'Interno lo ha invitato «ad atteggiamenti confacenti al decoro», pena «spiacevoli conseguenze».. Gentilini specificò dopo: «Ho usato un'immagine molto colorita e molto forte, ma parlavo di morte politica»..
In merito alla proposta di alcuni insegnanti di educazione fisica di insegnare «tiro al bersaglio» durante l'orario scolastico, Gentilini ha dichiarato:
Nel 2002 Umberto Bossi riferì durante un comizio che il sindaco leghista era stato minacciato da presunti membri delle BR tramite una telefonata giunta alla questura di Treviso.: a seguito dell'episodio gli verrà assegnata una scorta 24 ore su 24.

#### Vice sindaco di Treviso (2003-2013)
Alle elezioni amministrative del 25 maggio 2003, non potendosi ricandidare come sindaco per la terza volta consecutiva, è stato eletto consigliere comunale, conseguendo 3.235 preferenze personali (l'8,32% dei voti dati ai membri del consiglio). Dopo il ballottaggio dell'8 giugno successivo, fu eletto sindaco Gian Paolo Gobbo e Gentilini venne nominato vicesindaco, mantenendo ancora un ruolo di rilievo nell'amministrazione pubblica trevigiana. La situazione è stata riconfermata con le elezioni del 2008, sebbene avesse più volte espresso l'intenzione di ritornare a fare il primo cittadino.
Ha fatto un certo scalpore un'ordinanza, emessa nel giugno 2004 dal consiglio comunale e sollecitata proprio da Gentilini, con cui si vietava parte del centro storico ai cani. Fortemente contestata, è stata poco dopo sospesa dal TAR; il comune ha quindi presentato ricorso al consiglio di Stato che lo ha però respinto. Sempre nel 2004 è stato fortemente criticato dall'ANPI perché il gonfalone della città di Treviso era assente alle manifestazioni per il 60º anniversario del rastrellamento nazifascista sul Cansiglio. Il comune si è così giustificato:
In conseguenza all'accusa di «fomentare l'odio» l'ANPI ha querelato Gobbo e Gentilini.
Altri motivi di contestazione sono giunti in relazione alla manifestazione enogastronomica Ombralonga, della quale è stato tra i promotori. La manifestazione, nata per promuovere il folklore e l'enogastronomia locale e cancellata nel 2008, si era alla fine caratterizzata per l'uso smodato di alcool ed i conseguenti problemi di ordine pubblico. Ciò ha provocato attriti anche con esponenti del suo stesso partito, come l'allora presidente della provincia Luca Zaia, particolarmente impegnato nella sicurezza stradale, e lo stesso sindaco Gobbo.
Di recente Gentilini è entrato in conflitto con il partito Lega Nord per il rifiuto di sciogliere il gruppo consiliare Lista Gentilini, creato dopo le elezioni.

#### La sconfitta elettorale del 2013
Nel 2012 si ricandida nuovamente a sindaco della città, in vista delle amministrative dell'anno successivo, e alludendo al ventennio mussoliniano dichiara:
Ha ribadito la stessa affermazione durante un'intervista alla trasmissione radiofonica La Zanzara.
Tra le sue proposte elettorali spicca quella di riaprire le case di tolleranza con l'obiettivo di recuperare soldi allo Stato e di sottrarli alla criminalità che sfrutta la prostituzione:
La sua candidatura fu appoggiata ufficialmente, oltre che dalla sua lista civica, anche da PdL e dalla Lega Nord. Al primo turno ottenne circa il 35% dei voti accedendo al ballottaggio ma poi fu sconfitto con il 44,50% delle preferenze. Fu eletto Giovanni Manildo, candidato del centrosinistra, che ottiene il 55,50% dei voti al secondo turno.
Pur avendo annunciato il suo ritiro dalla scena politica dopo la sconfitta elettorale, Gentilini ricoprì ancora l'incarico di consigliere comunale di opposizione.

#### Sviluppi successivi
Flavio Tosi, segretario regionale della Lega Nord, ha dichiarato, un mese dopo le amministrative, di considerare come «ineccepibile» l'ipotesi che Gentilini possa diventare il nuovo segretario della Lega.

#### Il ritorno alle elezioni del 2018
In occasione delle elezioni amministrative del 2018, che vedevano coinvolto il comune di Treviso, Gentilini ha sostenuto la candidatura di Mario Conte presentando una lista in tandem con il presidente del Veneto Luca Zaia, di nome "Lista Civica Zaia Gentilini". Il 10 giugno ha quindi ottenuto l'11,39% delle preferenze, eleggendo 5 consiglieri comunali, tra cui lui stesso.

## Controversie
Gentilini ha acquistato una certa fama per certe sue dichiarazioni xenofobe, omofobe, anti-meridionali e contro la dignità delle donne. Più volte queste dichiarazioni, note anche a livello internazionale, hanno provocato le reazioni degli avversari politici e del clero, ma anche richiami da esponenti della stessa Lega.

### Dichiarazioni xenofobe
Ha tra l'altro dichiarato:
In occasione della festa della Lega del 14 settembre 2008, Gentilini ha tenuto un comizio in cui ha affermato:
In particolare, parlò di "perdigiorno extracomunitari", dicendo che:
Riguardo all'immigrazione clandestina dichiarò:
La polemica non ha risparmiato nemmeno gli animali; nel maggio 2008, in occasione della presentazione delle unità cinofile del Corpo Forestale in piazza dei Signori a Treviso, ha così difeso gli esemplari di "razza padana":

### Dichiarazioni omofobe
Nell'agosto del 2007, in riferimento ai fenomeni di incontri sessuali di omosessuali che nei mesi precedenti si erano diffusi presso l'area dell'ospedale di Treviso, Gentilini si rende protagonista di alcune affermazioni, dichiarando:
Ha poi aggiunto, dopo le numerose critiche e prese di posizione a proposito:
In relazione a tali dichiarazioni è stato indagato per istigazione all'odio razziale dalla Procura della Repubblica di Treviso.
In una sua intervista presso La Zanzara, su Radio24, avvenuta poco prima del Pride di Treviso del 2016 dichiarò:
Per poi commentare la recente strage di Orlando in Florida (in cui in un night club morirono 49 omosessuali in un mass shooting ad opera del terrorista dello Stato Islamico Omar Mateen):

### Altre dichiarazioni o avvenimenti contestati
Si è dichiarato «disposto a tornare ai vagoni piombati» per gli immigrati clandestini.
Il 25 settembre 2005, durante la partita di Serie A tra Treviso e Milan, si rivolse al dirigente rossonero Adriano Galliani con l'espressione «Ladri!» accompagnata da un gesto dell'ombrello: la società veneta si scusò con lo stesso Galliani e con il club milanese, mentre Gentilini dichiarò di aver compiuto involontariamente il gesto offensivo.
In più occasioni propose lo sterminio dei cigni stanziati lungo le rive del fiume Sile, imputando a questi ultimi una possibile minaccia ambientale.
Nel settembre 2007, dopo aver dichiarato di ritenere i fatti avvenuti a Gorgo al Monticano — in cui due coniugi vennero brutalmente uccisi da tre stranieri — passibili dell'esecuzione capitale, affermò inoltre:
Nel 2008 è stata pubblicata la notizia che nella prima amministrazione Gobbo (vicesindaco Gentilini) i primi assegnatari di case di edilizia agevolata a Treviso sono stati un consigliere comunale leghista e il padre di un altro
.
Nel 2010 ha dichiarato in merito al fenomeno dello "sciacallaggio" (ossia di quelle persone che depredano la proprietà altrui in occasione di catastrofi o altri eventi eccezionali):

#### Il saluto fascista in Consiglio Comunale
Nel 2012 ha effettuato il saluto fascista durante una riunione del Consiglio Comunale, suscitando numerose polemiche da parte dell'opposizione, che lo ha accusato di «apologia del fascismo» e di aver compiuto, quindi, un reato. Per tale motivo è stato espulso dalla Lega nel 2017, dopo venti anni di militanza.

## Procedimenti giudiziari

### Istigazione all'odio razziale (Venezia, 2008)
- La procura di Venezia ha aperto un fascicolo su Gentilini a seguito di alcune dichiarazioni fatte alla festa della Lega Nord a Venezia, il 14 settembre 2008 con l'ipotesi di reato di istigazione all'odio razziale per frasi rivolte verso i frequentatori musulmani di phone center e verso gli insegnanti «neri, marroni o grigi».[93][94] Inoltre ha affermato di non volere «più vedere queste genìe che girano per le strade di giorno e di notte» e di volere «eliminare i bambini dei zingari che rubano dai nostri anziani»[71]
- Il 26 ottobre 2009 Gentilini è stato riconosciuto colpevole di «istigazione alla violenza razziale» ed è stato condannato, con rito abbreviato, dal Tribunale di Venezia, a non poter sostenere pubblici comizi per 3 anni e al pagamento di 4.000 euro di multa.[95] Nelle motivazioni della sentenza si sottolinea che Gentilini ricercava, con quel discorso, il consenso per un programma «di sostanziale pulizia etnica, razziale e religiosa... e lo ha fatto davanti ad una folla plaudente, coesa, adesiva e pertanto suggestionabile, pronta all'accoglienza di un siffatto verbo non certo come una metafora, ma in concretezza».[96]
- La condanna viene confermata dalla Corte d'Appello di Venezia nell'aprile 2013.[97]
- A seguito della condanna in appello, l'avvocato di Gentilini ha annunciato che ci sarà ricorso in Cassazione.[98][99]
- Nel maggio 2014 la Corte di Cassazione ha confermato la decisione precedente, condannando Gentilini in via definitiva.[100][101]

### Istigazione all'odio razziale e diffamazione (Treviso, 2007)
- La procura di Treviso, nel 2007, ha aperto un fascicolo relativo al reato di «istigazione all'odio razziale» e, in seguito, anche del reato di «diffamazione» a carico di Gentilini per aver inneggiato alla «pulizia etnica contro i gay».[102][103][104]
- Un anno dopo la Procura di Treviso, considerando le esternazioni dello sceriffo solo frasi «di pessimo gusto», ma non tali da sollevare ipotesi di reato, ha chiesto l'archiviazione delle indagini a carico del vicesindaco leghista.[105]
- Sulla richiesta di archiviazione doveva esprimersi il GUP (che ha facoltà sia di ordinare la prosecuzione delle indagini sia confermare la richiesta di archiviazione della Procura).[106]
- Il GUP si espresse per l'archiviazione (in via definitiva), in quanto Gentilini «non ha esaltato un fatto in modo da provocare la violazione di norme penali, ma si è limitato a fare riferimento a istruzioni che avrebbe dato alla polizia locale, espressioni prive della concreta capacità di provocare l'immediata esecuzione di delitti».[107]

### Istigazione all'odio razziale (Treviso, 1999)
- Nel 1999 il sindaco risulta indagato dalla Procura di Treviso per una frase razzista.[108]
- In seguito il Procuratore di Treviso chiese il rinvio a giudizio per Gentilini con l'accusa di «istigazione all'odio razziale».[109]
- Il Tribunale di Treviso, successivamente, ha assolto Gentilini dal reato di «istigazione all'odio razziale» poiché «il fatto non sussiste».[110]